# كارل أوقست هاغبيرغ
كارل أوقست هاغبيرغ (بالسويدية: Carl August Hagberg)‏ هو مترجم وأستاذ جامعي سويدي، ولد في 7 يوليو 1810 في لوند في السويد، وتوفي بنفس المكان في 9 يناير 1864.

## وصلات خارجية
- كارل أوقست هاغبيرغ على موقع ميوزك برينز (الإنجليزية)
- كارل أوقست هاغبيرغ على موقع ديسكوغز (الإنجليزية)